# Zamfara (Fluss)
Der Zamfara ist ein linker Nebenfluss des Sokoto in Nigeria.

## Verlauf
Der Fluss hat seine Quellen im Osten des Bundesstaats Zamfara, etwa 50 km westlich von Funtua. Er fließt zunächst nach Nordwesten und dann relativ geradlinig in westliche Richtung. Dabei durchquert er den Bundesstaats Sokoto. Der Zamfara mündet etwa 30 km südwestlich der Stadt Jega in den Unterlauf des Sokoto.

## Hydrometrie
Die Abflussmenge des Zamfara wurde an der Mündung gemessen (in m³/s).